# Jyu Oh Sei
Jyu Oh Sei (яп. 獣王星 Дзю: О: Сэй, букв.«Планета Короля зверей») — сёдзё-манга Нацуми Ицуки, насчитывающая 5 томов. По ней в 2006 году студией Bones был снят 11-эпизодный аниме-сериал. Его трансляция прошла в блоке программ noitaminA телекомпании Fuji TV.

## Сюжет
Действие сюжета начинается в 2436 году, спустя 350 лет после того, как человечество покинуло Солнечную систему и перебралось в систему Балканы. Главными героями являются близнецы Тор и Рай, живущие с родителями в космической колонии Юнона планеты Рея. Вернувшись однажды домой они находят тела своих убитых родителей; некоторое время спустя их по неизвестной причине отправляют на дикую и полную плотоядной растительностью Химеру, известную как «Планета Короля Зверей» (Jyu Oh Sei). Это место, где отбывают заключение преступники, приговоренные к смерти. Вскоре оказывается, что единственная возможность покинуть планету — это выжить и стать «Королём Зверей». Однако только так они смогут разобраться, кто стоит за убийством их родителей.

## Мир Jyu Oh Sei
Действие Jyu Oh Sei происходит в звездной системе Балканы, которая расположена на расстоянии в 150 световых лет от Земли. Планеты этой системы названы в честь мифологических существ и богов.
Большая часть истории происходит на планете Химера, которая является отдаленной колонией и о её существовании мало кому известно. Химера — тюрьма для особо опасных преступников. Планета крайне медленно вращается вокруг своей оси, в результате чего смена дня и ночи происходит за 181 земной день, при этом дневная температура может достигать +30, а ночная −40. Химера заселена плотоядной растительностью. Своего населения на планете нет. Все люди, которые живут на Химере — это либо преступники, либо их потомки.
На Химере есть только один континент, который разделен на 4 территории (ринга) в соответствии с цветом кожи их населения — Найт Ринг, Блан Ринг, Сан Ринг и Охра Ринг. Также есть неподеленные территории. Высшей властью в каждом ринге обладают трое самых сильных людей: «Первый», «Второй» и «Третий» соответственно. Причем оспорить право быть «Первым» может любой, кто вызовет главу ринга на поединок. Выигравший становится «Первым». Позиции «Второго» и «Третьего» могут быть назначены. Такое деление есть как среди мужчин, так и среди женщин. Только 20 % населения Химеры — женщины. По этой причине женщины имеют большую власть на планете. Женщины и мужчины живут отдельно.
Существует только одна возможность покинуть планету — подняться на Кинжальную пагоду, на вершине которой находится телепортер на другую планету. Согласно легенде, подняться на пагоду может только «Дзю-о» (Jyu-Oh), который победит в схватке со всеми четырьмя лидерами Рингов.

## Персонажи
- Тор Кляйн (яп. トール То:ру), сэйю — Коити Домото (в юности), Минами Такаяма (в детстве)

Основной персонаж Jyu Oh Sei, до 11 лет жил на планете Юнона вместе со своей семьей — отцом (доктор, заместитель премьер-министра Юноны), матерью (исследователь-биоинженер) и братом-близнецом Раем. После таинственного инцидента, в котором убивают его родителей, Тора и его брата отправляют на планету Химера как преступников. Тор быстро адаптируется к новым условиям и стремится стать самым сильным, чтобы иметь возможность покинуть планету и отомстить за смерть родителей и брата.
- Рай Кляйн (яп. ラーイ Ра:й), сэйю — Минами Такаяма

Брат-близнец Тора. В отличие от брата, слабый безвольный ребенок. Тор вынужден всегда его защищать. После того, как братья попадают на Химеру, Рай был убит плотоядным растением. Рай, в отличие от Тора, который был усыновлен, — настоящий ребенок семьи Кляйн.
- Тиз (яп. ティズ Тидзу), сэйю — Нана Мидзуки

Тиз изначально была Второй среди женщин в клане Сан-ринг. После встречи с Тором отрекается от Сан-ринга и остается с Тором. После того как Тор становится главой Охра-ринга, становится Второй в нем. Сразу же после встречи с Тором она испытывает к нему симпатию и пытается сделать его своей парой, к большому разочарованию Тора. Тиз на протяжении всей серии, пытаясь убедить Тора иметь ребенка с ней. Она была убита горем, когда Тор выбирал Карин а ей сказал что он думает о ней как о «маленькой сестре». После смерти Карин, Тор решает, что он будет отцом ее ребенка. К сожалению, она умирает, спасая жизнь Заги от пули, выпущенной оставшимся в живых Ринг-Блана. В конце заключительного эпизода Чен показана усыновляющим ребенка, которого Тор называет Тиз. Он утверждает, что это означает «Надежда».
- Третий (яп. サード Са:до), сэйю — Сюн Огури

Лейтенант Сигурд Хейзел (Sigurd Heathel) большей частью известен как Третий из Охра-ринга. Попал на планету Химера для выполнения правительственного задания. Всячески поддерживает Тора в стремлении стать Королём Зверей. Больше всего на свете мечтает посетить Землю.
- Заги (яп. ザギ Дзаги), сэйю — Кадзуя Накаи

Заги появляется в первой серии как независимый персонаж. Он спасает Тора и Рея и объясняет им правила выживания на планете Химера. Затем он появляется уже в последних сериях как глава Ринг-Блан.
- Карим (яп. カリム Кариму), сэйю — Роми Паку

Карим — Вторая из Ринг-Блана. Очень красивая женщина. Появляется в последних сериях и играет ключевую роль в противостоянии лидеров Ринг-Блана и Охра-ринга.
- Один (яп.  オーディン Один), сэйю — Кинрю Аримото

Премьер-министр Юноны. Для реализации программы создания нового человека отдает приказ об убийстве родителей Тора и Рая.

## Медиа

### Манга
Манга Jyu-Oh-Sei была впервые опубликована в ежемесячном журнале Hakusensha, LaLa в декабре 1993 года. Несколько глав серии были сериализованы в другом двухмесячном журнале Hakusensha, Melody. Выпущенные главы были затем собраны в пять томов танконбон и позже переизданы в три тома канзебан. Он был лицензирован и выпущен на английском языке в Северной Америке Tokyopop.

### Аниме
Jyu-Oh-Sei был адаптирован в аниме, которое состоит из 11 эпизодов, которые начали транслироваться в Японии 13 апреля 2006 года. Серия была лицензирована в Северной Америке компанией Funimation Entertainment.
- Открывающая композиция: Коити Домото — «Deep in Your Heart».
- Закрывающая композиция: Юнха — «手をつないで» (Te wo Tsunaide).

### Эпизоды
| # | Название                                                   | Дата            |
| --- | ---------------------------------------------------------- | --------------- |
| 01 | «Fate» транслит..: «Unmei» (ориг..: 運命)                  | апрель 13, 2006 |
| The first episode describes Thor and Rai's arrival at Chimera. |                                                            |                 |
| 02 | «Ochre Ring» транслит..: «Charin» (ориг..: 茶輪)           | апрель 20, 2006 |
| An unconscious Thor is taken to Ochre Ring, and after waking up he finds out that he was saved by Tiz, a female member of the Sun Ring who chose him as her husband. |                                                            |                 |
| 03 | «Companion» транслит..: «Nakama» (ориг..: 仲間)            | апрель 27, 2006 |
| Thor and Tiz go in search of a wise man named Colin; meanwhile, the Top of Sun Ring, Chen, approaches Ochre Ring looking for Tiz. |                                                            |                 |
| 04 | «Challenge» транслит..: «Chōsen» (ориг..: 挑戦)            | май 4, 2006     |
| Thor asks Third to take him and Tiz to see Colin. There he figures out who could be responsible for their parents' death, and has a shocking revelation about his future. |                                                            |                 |
| 05 | «Дуэль» транслит..: «Kettō» (ориг..: 決闘)                 | май 11, 2006    |
| Thor was set up by Third, and unintentionally challenges Top to a try, a life-or-death battle to decide Ochre Ring's true leader. |                                                            |                 |
| 06 | «White Wolf Demon» транслит..: «Buran Rō» (ориг..: 白狼鬼) | май 18, 2006    |
| Four years after Thor became Ochre Ring's Top, he must face the threat of the Blanc Ring leader, who turns out to be Zagi, the one who protected the Klein brothers when they were first sent to Chimera. |                                                            |                 |
| 07 | «Independence» транслит..: «Dokuritsu» (ориг..: 独立)      | май 25, 2006    |
| Zagi tells Thor that the myth of the Beast King is a lie. He proposes that they should join together to wage a war of independence. |                                                            |                 |
| 08 | «Depths» транслит..: «Shinsō» (ориг..: 深層)               | июнь 1, 2006    |
| Karim and Thor were trapped in a cave during a blizzard. She initially attacks him, angry that Zagi chose him as his new partner over her. Thor, however, finds that he has feelings for her and she begins to respond to his refusal to fight her or leave her there. |                                                            |                 |
| 09 | «Beast King» транслит..: «Jūō» (ориг..: 獣王)              | июнь 8, 2006    |
| Thor and Zagi prepare themselves to set for Hecate, in order to continue their plan. However, Karim is murdered in an alley. Thor, believing Zagi killed her because he heard her calling Zagi's name just before she died, challenges Zagi. He eventually defeats Zagi, badly wounding him. Before falling unconscious, Zagi tells Thor that he did not kill Karim and warns him to watch out for "that one." After Chen promises to treat Zagi's wounds, Thor goes to kiss Karim's body goodbye, then leaves for the Dagger Pagoda with Tiz and Third. |                                                            |                 |
| 10 | «Кошмар» транслит..: «Akumu» (ориг..: 悪夢)                | июнь 15, 2006   |
| As the new Beast King, Thor is granted access to the Dagger Pagoda, the orbital elevator, and is finally able to leave the planet. The last words of Zagi are tormenting Thor with inexpressible anxiety. Arriving at the space port, Thor is greeted by none other than Odin, the one who murdered his parents. He tells him the real reason for exiling Thor on Chimera. |                                                            |                 |
| 11 | «Надежда» транслит..: «Kibō» (ориг..: 希望)                | июнь 22, 2006   |
| Odin decides to proceed with his own plan by activating the device resulting in acceleration of the planet's rotation and the destruction of human life. Thor is heading to the "Valkyrie", the computer control system, in an attempt to deactivate the device. |                                                            |                 |